# Ойкумена

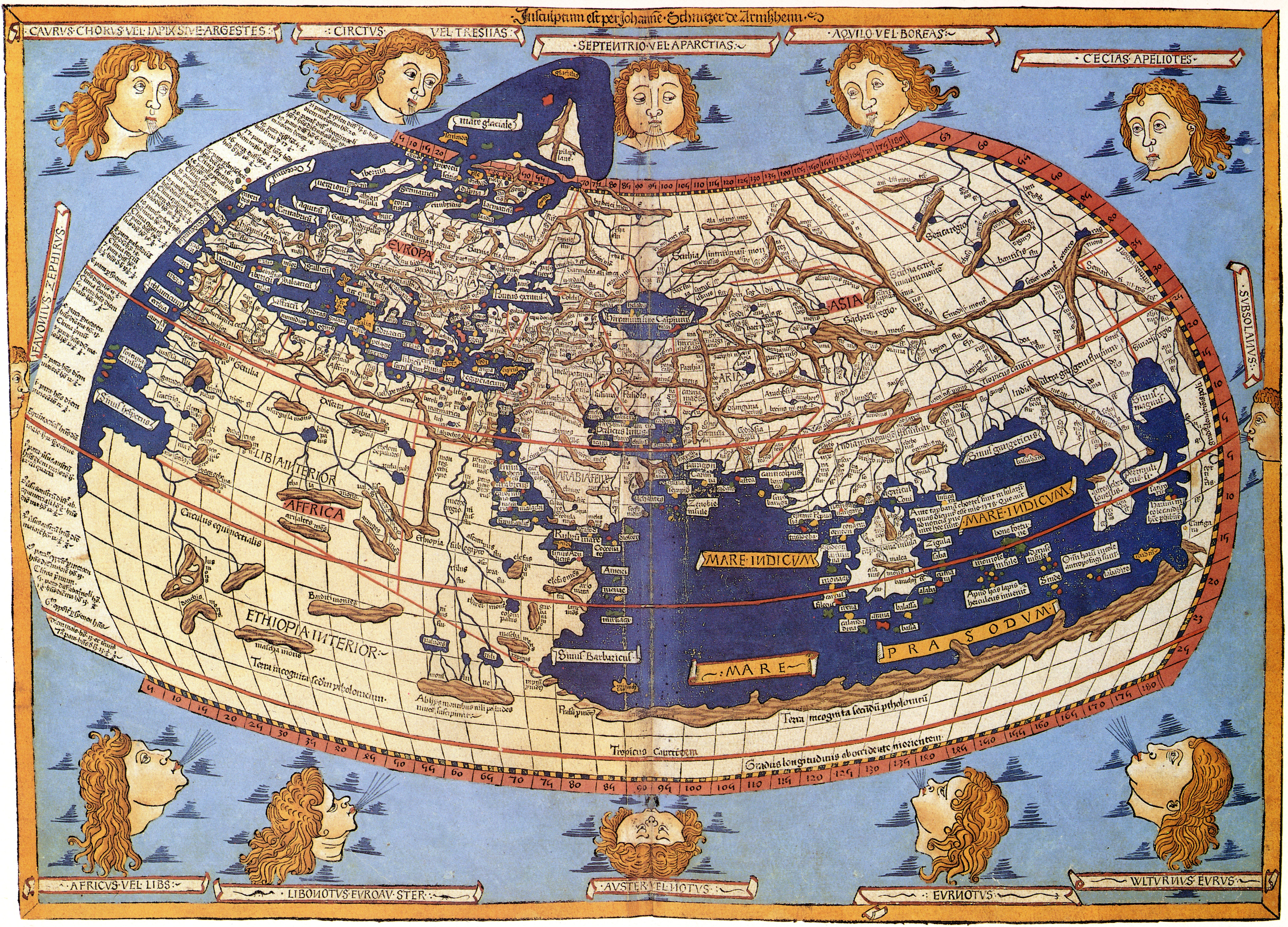
Мапа 15-го століття, котра зображає Птолемейську Ойкумену (1482, Йоханесс Шніцер, гравер).

Ойкуме́на, екумена (дав.-гр. οἰκουμένη, від слова дав.-гр. οἰκέω, «населяю, проживаю») — освоєна людством частина світу. Термін «οἰκουμένη» введено давньогрецьким географом Гекатеєм Мілетським для позначення відомої грекам частини Землі з центром в Елладі. Спочатку він означав зе́млі, заселені грецькими племенами, пізніше — зе́млі заселені і відомі людству загалом. Наприкінці XIX ст. це слово і його похідні стали поширюватися в західноєвропейських мовах у зв'язку з початком екуменічного руху серед протестантів.
У нашій мові грецьке «οἰκουμένη» традиційно передавалось як «Всесвіт». У другій половині XX ст. відбулось запозичення оригіналу — двома шляхами, що дали два різні звучання і два дещо інші розуміння (більш вузьких у порівннянні з вихідним): про екуменізм кажуть практично виключно в контексті міжрелігійних контактів зближення різних церков (інколи з відтінком осуду, як про символ некритичності і зради істині), а «ойкумена» вживається як географічний і історичний термін, що означає "обжитий світ".

## Згадки в літературі
В Україні слово «Ойкумена» набуло широкої популярності після публікації в 1949 році роману Івана Єфремова «На краю Ойкумени», що став знаковим для свого періоду, як перший роман на історичну тему.
Сюжет роману розгортається в часи, коли Еллада була центром стародавньої Греції. Головною сюжетною лінією роману є подорож до центральних та східних районів Африки молодого елліна Пандіона. Скульптор за покликанням, юнак заради підвищення майстерності вирушає у подорож до о. Крит. Дослідження залишків давньої культури, що збереглися в дикій частині острова стає початком вимушеної подорожі до того самого «краю» Ойкумени — відомої еллінам частини світу. Через збіг обставин юнак потрапляє спочатку у полон, а потім і у рабство до народу країни Та-Кем, або стародавнього Єгипту. Переживши велику кількість пригод і негараздів, перетнувши півконтиненту, вже не юнак, а чоловік, нарешті повертається до дому, досягши своєї головної мети — навчитися втілювати красу життя і світу в своїх творах. Закінчується роман на мажорній ноті, шість років чекала коханого наречена Пандіона Тесса і була винагороджена за свою відданість.
Але, завершуючи роман щасливо, автор дає замислитись читачеві і над однією з головних проблем роману — розлукою вірних друзів, сильних та відданих людей, що стали Пандіону братами в боротьбі за повернення додому. Саме таким чином Єфремов передає розлуку народів, що населяють землю. Єдність грека Пандіона, могутнього негра Кідого та етруска Каві описана автором дає змогу повірити, що колись колір шкіри або розріз очей перестане відігравати роль лакмусового папірця для людини і «границі» Ойкумени зникнуть.
Слово «ойкумена» фігурує також у назві роману Дмитра Міщенка «Лихі літа ойкумени» (1985).
«Ойкумена» — назва роману Г. Л. Олді із трьох книг: «Лялькар», «Лялечка», «Лялькових справ майстер», в якій головний герой Лючано Боргота примхою долі мандрує по всьому розвіданому людиною Всесвіту, та за його межами. В романі автор ясно натякає, що Людські раси, якими б розвинутими та домінуючими себе не вважали, все одно багато чого не знають та не розуміють в уже «освоєній» частині Всесвіту, тобто поняття Ойкумени інтерпретується не лише по географічних, просторових ознаках, а також по психологічному та науковому змісту.
У 1994 році за підтримки Харківського відділення Міжнародного фонду «Відродження» та участі науковців Харківського державного університету (нині ХНУ ім. В.Н. Каразіна) Беспалова Ю.Г., Муромцева І.В, Сагаровського А.А. виходить науково-популярна праця «Людина і Ойкумена: читанка з екології». Авторський колектив подає екологічні знання у зрозумілій і цікавій формі як для підлітків, так і для дорослих, викладаючи первісні засади біоекології разом з елементарними проблемами математичного моделювання природних систем.